# Hypolycaena kadiskos
Hypolycaena kadiskos är en fjärilsart som beskrevs av Druce 1890. Hypolycaena kadiskos ingår i släktet Hypolycaena och familjen juvelvingar. Inga underarter finns listade i Catalogue of Life.